# Nemesia arboricola
Espèce
Nemesia arboricola est une espèce d'araignées mygalomorphes de la famille des Nemesiidae.

## Distribution
Cette espèce se rencontre à Malte et en Italie en Sicile à Lampedusa,.

## Habitat
Cette espèce peut être arboricole ou terrestre.

## Description
La femelle holotype mesure 24 mm.
Les femelles mesurent de 16,25 à 24,30 mm.
Les mâles mesurent de 12,8 à 13,0 mm et les femelles de 21,1 à 26,9 mm.

## Systématique et taxinomie
Cette espèce a été décrite par Pocock en 1903.

## Publication originale
- Pocock, 1903 : « Descriptions of Four new Arachnida of the Orders Pedipalpi, Solifugae, and Araneae. 4. A new Tree Trapdoor Spider from Malta. » Annals and Magazine of Natural History, sér. 7, vol. 11, p. 225-226 (texte intégral).